# Portal Knights
Portal Knights est un jeu vidéo de type action-RPG, bac à sable  et survie développé par Keen Games et édité par 505 Games, sorti en 2016 sur Windows, Nintendo Switch, PlayStation 4 et Xbox One.
Le jeu est fréquemment comparé par la presse spécialisée à un mélange de Minecraft et The Legend of Zelda.

## Trame

### Univers
Portal Knights est un jeu se déroulant dans le monde fantastique et médiéval d'Elysia. Ce monde fut jadis composé d'un certains nombres d'îles flottant dans le ciel reliées entre elles par des portails. Cependant, la fracture les a toutes séparées en détruisant les portails les reliant. 
Les différentes îles sont peuplées de personnages non-joueurs (PNJ) avec qui le joueur peut interagir afin de leur venir en aide, ainsi que de monstres de plus en plus forts à mesure que qu'il avance dans les îles. Sur ces dernières, le joueur peut également récupérer toutes sortes de ressources tels que du minerai, du bois, des vivres, etc. 
Elysia est un monde divisé en trois parties par trois boss appelés « Grandebêtes ». Chacune des trois parties du monde est composée d'un certain nombre d'îles que le joueur peut pénétrer en réactivant les portails les reliant. Pour chaque partie, on retrouve un résident en possession d'un totem nécessaire à l'activation du portail menant vers les mondes respectifs de chaque boss.

### Personnages
Dans le jeu, différents personnages non-joueurs sont importants voire essentiels à l'avancée du joueur. 
On retrouve par exemple Rudyard, le roi du royaume de Fort Pinson ; l'Acolyte Maria, archéologue aidant le joueur à négocier une pierre nécessaire à l'activation d'un portail ; ou bien encore "l'apparition spectrale", un ancien chevalier du portail errant, aidant le joueur à avancer au cours de son périple.

## Système de jeu
Portal Knights propose au joueur de créer son personnage afin de devenir un « chevalier du portail ». Le jeu est terminé une fois que celui-ci a réactivé les portails permettant de se déplacer d'île en île jusqu'à atteindre la dernière île et à défaire le boss final : le roi fantôme. 

## Accueil
- Gameblog : 7/10[2]
- Jeuxvideo.com : 13/20 (PC, PS4, XONE)[3] - 7/20 (Switch)[4]